# Новодвірська сільська рада
| Новодвірська сільська рада — адміністративно-територіальна одиниця та орган місцевого самоврядування у Турійському районі Волинської області з адміністративним центром у селі Новий Двір. Сільській раді підпорядковані населені пункти: - с. Новий Двір - с. Дожва - с. Ловища - с. Осьмиговичі - с. Поляна - с. Синявка |

## Склад ради
Рада складається з 16 депутатів та голови.

### Керівний склад ради
| ПІБ                        | Основні відомості                                                                     | Дата обрання | Дата звільнення |
| -------------------------- | ------------------------------------------------------------------------------------- | ------------ | --------------- |
| Лукянчук Леонід Андрійович | Сільський голова, 1957 року народження, освіта, безпартійний                          | 26.03.2006   | 31.10.2010      |
| Дубінчук Лариса Йосипівна  | Сільський голова, 1964 року народження, освіта вища, член Української Народної Партії | 31.10.2010   |                 |

Примітка: таблиця складена за даними джерела

## Загальні відомості
Історична дата утворення: в 1939 році. Водоймища на території, підпорядкованій даній раді: річка Стохід.
В Новодвірській сільській раді працює 2 школи: 1 неповна середня школа і 1 середня; 2 клуби, 2 бібліотеки, 5 медичних заклада, 2 відділення зв'язку, 2 АТС по 100 номерів, 10 торговельних закладів.
Всі села сільської ради газифіковані. Дороги здебільшо з ґрунтовим покриттям. Стан доріг задовільний.
На території сільської ради проходить Автошлях Т 0309 Дубечне-Піддубці.

## Населення
Згідно з переписом УРСР 1989 року чисельність наявного населення сільської ради становила 1685 осіб, з яких 781 чоловік та 904 жінки.
За переписом населення України 2001 року в сільській раді мешкало 1556 осіб.

### Мова
Розподіл населення за рідною мовою за даними перепису 2001 року:
| Мова       | Відсоток |
| ---------- | -------- |
| українська | 99,62 %  |
| російська  | 0,19 %   |
| молдовська | 0,13 %   |
| білоруська | 0,06 %   |